# Павлівка-Гаївка
Павлівка-Гаївка (пол. Pawłówka-Gajówka; укр. Павлівка-Гаївка) — лісова осада (селище) у Польщі, розташоване в Люблінському воєводстві Томашівського повіту, ґміни Рахане.